# Бойро
Бойро (гал. Boiro, ісп. Boiro) — муніципалітет в Іспанії, у складі автономної спільноти Галісія, у провінції Ла-Корунья. Населення — 18 883 осіб (2009).
Муніципалітет розташований на відстані близько 499 км на північний захід від Мадрида, 90 км на південний захід від Ла-Коруньї.
Муніципалітет складається з таких паррокій: Абанкейро, Беало, Бойро, Кастро, Сеспон, Курес, Лампон, Масенда, Бойро, Рунс.

## Демографія
Динаміка населення (INE ):

## Галерея зображень

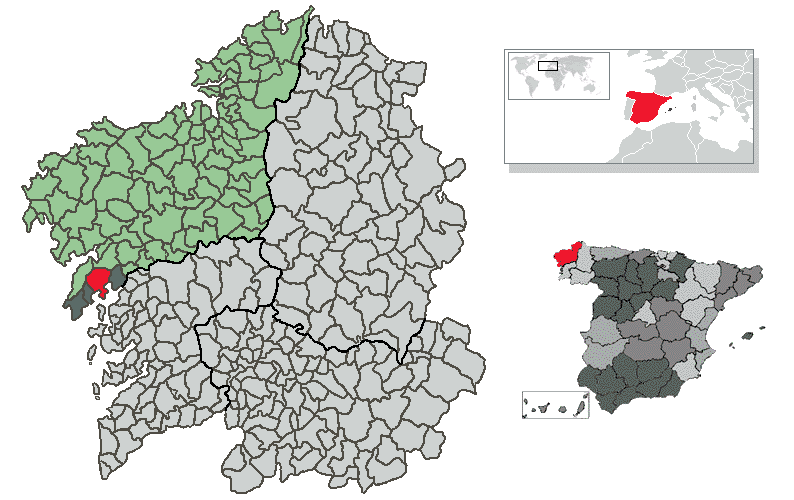
Розташування муніципалітету